# 김관식 (목회자)
김관식(金觀植, 일본식 이름: 金本觀植, 1887년 ~ 1948년 10월 18일)은 일제강점기의 신학자, 대학교수, 목회자이자 한국의 장로교 목사이다. 독립운동가 겸 정치인 김규식의 친척이었다. 본관은 청풍이다.

## 생애
경기도 양주군 출신이다. 경성부의 보성전문학교 법과를 졸업하고 함경남도 이원군의 이원중학교에서 교사로 재직했다. 이원에서 개신교에 입문하여 함경북도 회령군을 비롯한 산간 지방에서 순회전도사로 활동했으며, 1917년에 장로가 되었다.
1921년에 평양신학교를 졸업하고 유학을 떠났다. 캐나다 토론토에 있는 녹스 신학교를 거쳐 미국 프린스턴 신학교에서 구약학을 전공하였다.
귀국하여 1929년부터 4년간 함흥부 영생중학교 교장으로 근무하면서 한국기독교교회협의회의 전신인 조선기독교연합공의회에서 활동하는 등 기독교연합운동에 뛰어들었다. 그 뒤 모교인 평양신학교의 교수로 부임하였다. 평양신학교에서는 구약교수이며 담임으로 근무했다.
이후 성서학자, 구약학자로서 성서 개역에도 참가했고, 일제강점기 말기에는 평양 장대현교회 목사직을 맡았다.
태평양 전쟁 중 기독교 교단이 강제로 통폐합되어 광복 직전인 1945년 7월 일본기독교조선교단이라는 친일 교단이 성립되었을 때 이 교단의 통리가 되었다. 김관식이 이사로 있었던 조선신학교가 일제 말기에 '순일본기독교'를 표방하면서 황민화 교육을 했다는 주장도 있다.
광복 후 월남하여 기독교연합운동을 지휘했으며, 1946년 한국기독교교회협의회를 재건하고 초대 회장을 맡았다. 대한기독교서회, 대한성서공회의 재건사업과 찬송가 합동사업에도 공을 세웠다.
2008년 발표된 민족문제연구소의 친일인명사전 수록예정자 명단 중 개신교 부문에 선정되었다.

## 기타
독립운동가 겸 정치인 윤치영(尹致暎)은 그의 프린스턴 대학교 동문이었다. 독립운동가 겸 정치인 우사 김규식(尤史 金奎植)의 친척이었다. 윤치영에 의하면 김규식은 그의 6촌 종형이었다. 김관식의 사위 목사 엄요섭은 그가 김규식의 사촌이라 증언하였다. 김관식의 사위 엄요섭은 광복 직후 1945년 8월 15일 관서학원 신학부를 졸업하고 평양시 평양 장대현교회 부목사로 부임하였다. 8월 15일 저녁 엄요섭은 김관식의 제자이기도 한 성갑식에게 '대한민국 상해 임시정부의 부주석이신 김규식 박사가 김목사의 사촌이 되신다 고 했다.

## 같이 보기
- 일본기독교조선교단
- 한국기독교교회협의회
- 프린스턴 대학교
- 김규식
- 윤치영

## 참고자료
- 김관식(金觀植) - 한국학중앙연구원
- “김관식”. 코이딕. 2008년 4월 1일에 확인함.[깨진 링크(과거 내용 찾기)]